# Albin Kurti
Albin Kurti, kosovski politik in aktivist; * 24. marec 1975, Priština.
22. marca 2021 je postal predsednik kosovske vlade, pred tem je to vlogo opravljal med februarjem in junijem 2020.
Znan je postal leta 1997 kot podpredsednik študentske zveze Univerze v Prištini in glavni organizator nenasilnih demonstracij v letih 1997 in 1998. Ko je Adem Demaçi postal politični predstavnik Osvobodilne vojske Kosova (OVK), je Kurti deloval v njegovi pisarni. Od leta 2010 je bil poslanec kosovske skupščine v treh zaporednih sklicih.

## Mladost
Albin Kurti se je rodil 24. marca 1975 v Prištini, takrat delu Jugoslavije. Kurtijev oče izvira iz albanske družine iz vasi Sukobin (albansko: Sukubinë) v občini Ulcinj, Črna gora; bil je inženir, ki se je v iskanju zaposlitve preselil v Prištino. Kurtijeva mama je upokojena osnovnošolska učiteljica, rojena in šolana v Prištini. Kurti je osnovno in srednjo šolo končal v Prištini. Leta 1993 je bil sprejet na Tehniško fakulteto Univerze v Prištini kot najboljši kandidat, saj je na sprejemnem izpitu dosegel vse možne točke. Leta 2003 je diplomiral iz inženirstva telekomunikacij in računalništva.
Poročen je z Norvežanko Rito Augestad Knudsen, imata hčerko Leo. Poleg materne albanščine govori še srbohrvaško, francosko in angleško. Kurti ima poleg kosovskega državljanstva tudi albansko državljanstvo in je volil na albanskih volitvah.

## Študentske akcije
V Prištini je Kurti med letoma 1981 in 1993 obiskoval osnovno in srednjo šolo, nato pa študiral elektrotehniko na Univerzi v Prištini. V tem času je Socialistična federativna republika Jugoslavija razpadla. V ozadju vse večjih etničnih napetosti med kosovskimi Srbi in kosovskimi Albanci je Srbija leta 1989 začela z odvzemom bistvenih pravic kosovskim Albancem in povračilnimi ukrepi proti albanski večini. Kosovski albanski profesorji in študenti Univerze v Prištini so bili zato prisiljeni predavanja v letih 1991–1996 preseliti v zasebne sobe, kjer je Kurti tudi zaključil študij. Leta 2001 je še študiral računalništvo.
Albin Kurti je postal znan oktobra 1997 kot eden od voditeljev študentskih protestov na Kosovu. Albanski študenti so protestirali proti zasedbi univerzitetnega kampusa s strani jugoslovanske policije. Protesti so bili nasilno zatrti, vendar študenti in Kurti niso ustavili upora in so v naslednjih letih organizirali nove proteste. Julija 1998 je Kurti sodeloval kot pomočnik političnega predstavnika Adema Demaçija, blizu skupine UÇK. Zaradi teh dejanj je postal tarča jugoslovanske policije.
Aprila 1999, med Natovim bombardiranjem Jugoslavije, so jugoslovanske sile Kurtija aretirale in preteple. Najprej so ga poslali v zapor Dubrava, ko pa se je srbska vojska umikala s Kosova, so ga 10. junija 1999 premestili v zapor v Požarevcu. Kasneje istega leta je bil obtožen "Ogrožanja ozemeljske celovitosti Jugoslavije in zarote za sovražno dejavnost, povezano s terorizmom" in obsojen na 15 let zapora.

## Politična kariera
Kurtija je decembra 2001 jugoslovanska izpustila, saj ga je pod mednarodnim pritiskom pomilostil predsednik Vojislav Koštunica. Od izpustitve je delal zunaj strankarske politike na Kosovu, vendar je bil oster kritik začasne administrativne misije Združenih narodov na Kosovu (UNMIK) in korupcije. Organiziral je nenasilne proteste v podporo družinam tistih, katerih sorodniki so izginili v vojni, in za samoodločbo Kosova. 23. aprila 2003 je Kurti diplomiral iz računalništva in telekomunikacij na Univerzi v Prištini. Bil je aktivist mreže Akcija za Kosovo (AKN), ki je bila ustanovljena leta 1997, mreža pa je imela poslanstvo osredotočeno na človekove pravice in socialno pravičnost, izobraževanje, kulturo in umetnost. 
12. junija 2005 so aktivisti AKN na stene stavb UNMIK napisali slogan "Brez pogajanj, samoodločba". Policija je s pomočjo enot Organizacije združenih narodov aretirala, zaprla in obsodila na stotine aktivistov, vključno s Kurtijem. AKN se je nato preimenovala v Gibanje za samoodločbo (Vetëvendosje). Vetëvendosje je zahtevalo referendum o statusu Kosova in navedlo, da lahko "Samo z referendumom kot uporabo mednarodne pravice do samoodločbe uresničimo demokratično rešitev za Kosovo namesto pogajanj, ki ogrožajo svobodo".
Februarja 2007 je Vetëvendosje organiziralo protest proti Ahtisaarijevemu načrtu, ki je po njihovem razdelil Kosovo po etničnih mejah in ljudem na Kosovu ni dal tistega, za kar so si prizadevali. Protest je postal nasilen in romunska policija ZN je s plastičnimi in gumijastimi naboji ubila dva neoborožena protestnika in ranila 80 drugih. Kurtija so aretirali. Do julija je bil v priporu, nato pa v hišnem priporu. Amnesty International je kritiziral nepravilnosti pri njegovem pregonu. Na koncu je bil obsojen na devet mesecev zapora. Kurti je bil zagovornik "aktivnega nenasilnega odpora".
Vetëvendosje se je na volitvah prvič nastopilo leta 2010. Albin Kurti je bil kandidat za predsednika vlade, čeprav je Vetëvendosje zbralo le 12,69 odstotka glasov in osvojilo 14 od 120 sedežev v skupščini ter tako postalo tretja politična sila v državi. Vetëvendosje je kritiziralo bruseljski sporazum med Kosovom in Srbijo. Poslance Vetëvendosje, vključno s Kurtijem, je policija pospremila iz parlamenta, ker so motili zasedanje skupščine.
Kurti je ponovno kandidiral na volitvah leta 2014, vendar je bilo Vetëvendosje spet tretje in je dobilo le 16 sedežev. Vetëvendosje in Kurti sta bila osebno vpletena v proteste v parlamentu, ki so pritegnili mednarodno pozornost, saj je večkrat prišlo do sprožitve solzivca.
Na volitvah leta 2017 se je število poslancev Vetëvendosje podvojilo, dobili so 32 mest in postalo največja samostojna politična stranka na Kosovu. Premagala jih je velika koalicija PANA, ki je dobila 245.627 glasov (33,74 odstotka). Albin Kurti je postal politik z največ glasovi na Kosovu. V tem mandatu je bil Kurti vodja opozicije in Vetëvendosje je uspelo izvesti močan pritisk na vlado v sodelovanju z drugo opozicijsko stranko, LDK. 3. januarja 2018 je bil Kurti zaradi svoje vloge pri sprožitvi solzivca leta 2015 obsojen na eno leto in šest mesecev zapora pogojno.
Premier Ramush Haradinaj je julija 2019 odstopil, na Kosovu so bile oktobra tako razpisane nove volitve. Kurtijevo Vetëvendosje je z 221.001 (26,27 odstotka ali 29 sedeži) osvojilo največji delež volivcev in ostalo prva politična sila na Kosovu, pri čemer se je Kurtijev delež glasov v primerjavi z letom 2017 še povečal. V začetku februarja 2020 je postal kosovski premier.
26. novembra 2019 je Albanijo prizadel potres. Kurti je v petek obiskal Drač, da si je ogledal škodo in poudaril pomen institucionalnega sodelovanja med Kosovom in Albanijo.
18. marca 2020 je Kurti razrešil notranjega ministra Agima Veliuja (LDK) zaradi njegove podpore razglasitvi izrednih razmer za obvladovanje pandemije koronavirusa, kar bi dalo moč Kosovskemu varnostnemu svetu, ki mu predseduje Hashim Thaçi (PDK). Demokratska liga Kosova, manjša koalicijska partnerica, je vložila predlog za glasovanje o nezaupnici kot povračilo za razrešitev. 25. marca je 82 poslancev kosovske skupščine glasovalo za predlog.
Kurtijeva vlada je delovala kot začasna vlada do 3. junija 2020, ko je bil Avdullah Hoti izvoljen za naslednjega predsednika vlade.
26. januarja 2021 je Kurtiju kosovska volilna pritožbena komisija prepovedala kandidaturo na kosovskih parlamentarnih volitvah leta 2021, saj je bil manj kot tri leta pred volitvami obsojen kaznivega dejanja. Kljub temu je stranka zmagala s 50,28 odstotka glasov.

## Predsednik vlade Kosova
3. februarja 2020 je bil Albin Kurti izvoljen za premierja Kosova s 66 glasovi, 10 poslancev je bilo vzdržanih, 34 opozicijskih poslancev je bojkotiralo glasovanje in zapustilo poslopje kosovske skupščine.
Ena prvih odločitev Kurtija in njegove vlade je bila razveljavitev nepriljubljenega povišanja plač, ki ga je ministrom dodelila prejšnja Haradinajeva vlada, in vrnitev plač na prejšnje višine. Posledično se je mesečna plača predsednika vlade, določena na 2950 evrov, za Kurtija vrnila na 1500 evrov.
Kurti si v okviru politične platforme svoje vlade prizadeva za uvedbo trimesečnega služenja vojaškega roka na Kosovu in meni, da je to pomembno za obrambo države.
Kurti je bil 22. marca 2021 drugič izvoljen za predsednika kosovske vlade, pri čemer je 67 članov skupščine glasovalo za in 30 poslancev proti. 

### Reforme pravosodja
Kurti je med volilno kampanjo obljubljal reformo pravosodnega sistema. Po zmagi na volitvah je njegova vlada 4. septembra 2022 kosovski skupščini predložila dokument o preverjanju in reformi pravosodja.
Medtem ko je 2. februarja Kurtijeva vlada uspešno sprejela zakon o Uradu za zaplembo neupravičenega premoženja, je opozicija opozorila, da po njenem mnenju zakon ni združljiv z ustavo Kosova, zato je zakon v obravnavo poslala Ustavnemu sodišču Kosova.

## Politična stališča

### Združitev Kosova in Albanije
Albin Kurti je velik zagovornik neposredne demokracije in je pogosto kritiziral tretji člen kosovske ustave, ker ne dovoljuje neposrednih referendumov. Ena od tem, o kateri meni, da bi morali odločati na referendumu, je združitev Kosova in Albanije.
Leta 2018 je na shodu s podporniki stranke Vetëvendosje Kurti izjavil, da "Želimo imeti pravico Kosova, da se pridruži Albaniji, vendar zaradi tega cilja ne bi začeli tretje balkanske vojne." Po volitvah leta 2019 in volilnem uspehu LVV je Kurti izjavil, da kosovski Albanci ne želijo ozemeljske in politične združitve z Albanijo za vsako ceno, ampak si namesto tega prizadevajo za "Integracijo z Albanijo in EU z uspehom Kosova kot države." Kurti pa je izjavil, da bi glasoval za referendum, če bi se odločali o morebitni združitvi.

### Srbija
Znano je, da ima Kurti trdno mnenje o dialogu med Kosovom in Srbijo. Nenehno je kritiziral stališče Kosova v pogajanjih s Srbijo in trdil, da mora dialog temeljiti na pogojih in recipročnosti. Kosovo je nadalje kritiziral, ker dialoga s Srbijo ni pogojevalo z vrnitvijo trupel pogrešanih oseb iz kosovske vojne, zakopanih v množičnih grobiščih v Srbiji, s plačilom vojne odškodnine Kosovu ter z vrnitvijo ukradenih pokojninskih skladov in artefaktov. Kurti je po volitvah leta 2019 dejal, da sta v procesu normalizacije odnosov s Srbijo potrebna "trden dialog" in "vzajemnost". Kurti želi, da se Kosovo najprej pogaja s svojo srbsko manjšino in Evropsko unijo, šele nato pa s Srbijo. Meni, da je prihodnji dialog s kosovskimi manjšinami in EU "glavna prednostna naloga" za naprej.

### Združene države Amerike
Med svojim prvim premierskim mandatom je bil Kurti v slabem odnosu z Donaldom Trumpom in njegovo administracijo. Za posebnega odposlanca Richarda Grenella, ki ga je poslal Trump, je Kurti dejal, da razpravlja o zamenjavi ozemlja med Kosovom in Srbijo.
Grenell je podprl Kurtijevega nasprotnika Hashima Thaçija. Grenell je več tednov zahteval, da mora Kosovo brezpogojno odpraviti kaznovalne carine na uvoz iz Srbije, da bi lahko "dogovor", za katerega se zavzema  (vzpostavitev neposrednih železniških in letalskih povezav med Kosovom in Srbijo) čim prej uveljavil. Kurti je temu nasprotoval z besedami, da lahko Kosovo odpravi carine le, če tudi Srbija odpravi trgovinske omejitve.
Oktobra 2020 je Kurti podprl demokratskega kandidata Joeja Bidna za predsednika ZDA.